# Felinologia

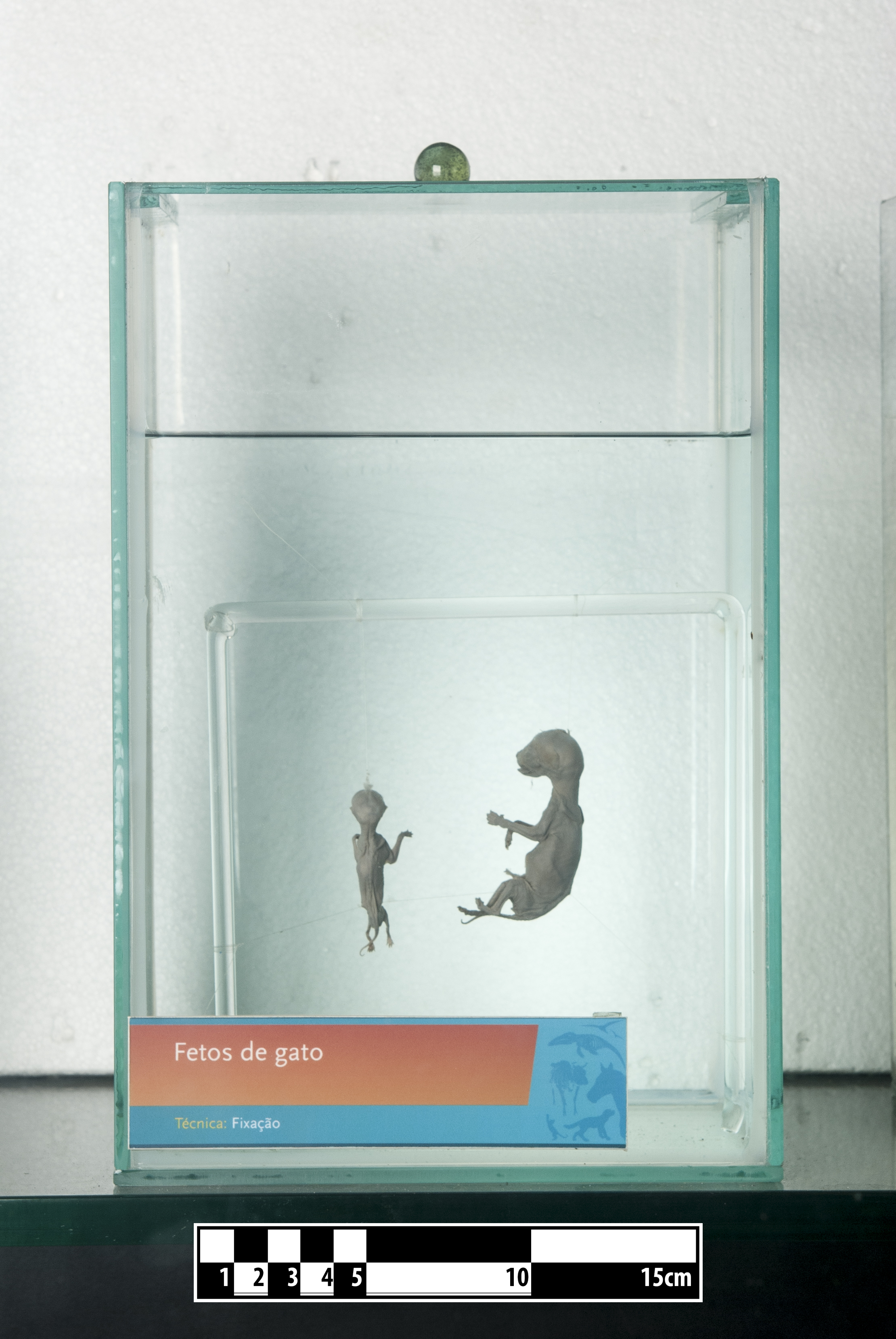
Os fetos de dois gatos. Em exposição no MAV/USP.

Felinologia é o estudo de gatos. O termo é de origem latim-grego e vem da palavra latina felinus (de gatos, felinos) e o grego -logos (ciência). Felinologia é a ciência que estuda a anatomia, genética, fisiologia e reprodução de gatos domésticos e selvagens.